# Nizozemska softbolska reprezentacija
Nizozemska softbolska reprezentacija predstavlja državu Nizozemska u športu softbolu.
Krovna organizacija: 

## Sudjelovanja na EP
- Prag 1993.: zlatni
- Hørsholm 1995.: zlatni
- Bussum 1997.: brončani
- Prag 1999.: srebrni
- Antwerpen/Anvers 2001.: srebrni
- Chočen 2003.: zlatni
- Nijmegen 2005.: brončani
- Beveren 2007.: brončani